# 栗原中央
栗原中央（くりはらちゅうおう）は、神奈川県座間市の町名。現行行政地名は栗原中央一丁目から栗原中央六丁目。住居表示実施済み区域。

## 地理
座間市の東部に位置し、東に東原、南に南栗原、南西に西栗原、西に立野台、北西に緑ケ丘、北と北東に栗原と接している。

### 河川
- 目久尻川

### 地価
住宅地の地価は、2023年（令和5年）1月1日の公示地価によれば、栗原中央3-6-13の地点で12万6000円/m2となっている。

## 歴史

### 沿革
- 1991年（平成3年）10月14日 - 住居表示の実施に伴い、栗原の一部を分離し、栗原中央一丁目から栗原中央六丁目を設置[5]。

## 世帯数と人口
2023年（令和5年）8月1日現在（座間市発表）の世帯数と人口は以下の通りである。
| 丁目           | 世帯数    | 人口    |
| -------------- | --------- | ------- |
| 栗原中央一丁目 | 757世帯   | 1,710人 |
| 栗原中央二丁目 | 438世帯   | 984人   |
| 栗原中央三丁目 | 618世帯   | 1,430人 |
| 栗原中央四丁目 | 519世帯   | 1,221人 |
| 栗原中央五丁目 | 605世帯   | 1,312人 |
| 栗原中央六丁目 | 122世帯   | 241人   |
| 計             | 3,059世帯 | 6,898人 |

### 人口の変遷
国勢調査による人口の推移。
| 年                 | 人口  |
| ------------------ | ----- |
| 1995年（平成7年）  | 6,241 |
| 2000年（平成12年） | 6,657 |
| 2005年（平成17年） | 6,648 |
| 2010年（平成22年） | 6,541 |
| 2015年（平成27年） | 6,566 |
| 2020年（令和2年）  | 6,798 |

### 世帯数の変遷
国勢調査による世帯数の推移。
| 年                 | 世帯数 |
| ------------------ | ------ |
| 1995年（平成7年）  | 1,925  |
| 2000年（平成12年） | 2,235  |
| 2005年（平成17年） | 2,347  |
| 2010年（平成22年） | 2,405  |
| 2015年（平成27年） | 2,545  |
| 2020年（令和2年）  | 2,742  |

## 学区
市立小・中学校に通う場合、学区は以下の通りとなる（2022年12月時点）。
| 丁目           | 番・番地等                   | 小学校               | 中学校             |
| -------------- | ---------------------------- | -------------------- | ------------------ |
| 栗原中央一丁目 | 1～19番、21番 29～30番       | 座間市立立野台小学校 | 座間市立栗原中学校 |
| 栗原中央一丁目 | 20番、22～28番 31～38番      | 座間市立栗原小学校   | 座間市立栗原中学校 |
| 栗原中央二丁目 | 9番1～7号・26～41号 18～23番 | 座間市立栗原小学校   | 座間市立栗原中学校 |
| 栗原中央二丁目 | 1～8番 9番8～25号 10～17番   | 座間市立立野台小学校 | 座間市立栗原中学校 |
| 栗原中央三丁目 | 1～9番                       | 座間市立立野台小学校 | 座間市立栗原中学校 |
| 栗原中央三丁目 | 10～31番                     | 座間市立栗原小学校   | 座間市立栗原中学校 |
| 栗原中央四丁目 | 1番21～32号 4～28番          | 座間市立栗原小学校   | 座間市立栗原中学校 |
| 栗原中央四丁目 | 1番1～20号・33～63号 2～3番  | 座間市立立野台小学校 | 座間市立栗原中学校 |
| 栗原中央五丁目 | 全域                         | 座間市立栗原小学校   | 座間市立栗原中学校 |
| 栗原中央六丁目 | 全域                         | 座間市立栗原小学校   | 座間市立栗原中学校 |

## 事業所
2021年（令和3年）現在の経済センサス調査による事業所数と従業員数は以下の通りである。
| 丁目           | 事業所数  | 従業員数 |
| -------------- | --------- | -------- |
| 栗原中央一丁目 | 26事業所  | 275人    |
| 栗原中央二丁目 | 22事業所  | 74人     |
| 栗原中央三丁目 | 29事業所  | 120人    |
| 栗原中央四丁目 | 28事業所  | 175人    |
| 栗原中央五丁目 | 21事業所  | 115人    |
| 栗原中央六丁目 | 12事業所  | 258人    |
| 計             | 138事業所 | 1,017人  |

### 事業者数の変遷
経済センサスによる事業所数の推移。
| 年                 | 事業者数 |
| ------------------ | -------- |
| 2016年（平成28年） | 146      |
| 2021年（令和3年）  | 138      |

### 従業員数の変遷
経済センサスによる従業員数の推移。
| 年                 | 従業員数 |
| ------------------ | -------- |
| 2016年（平成28年） | 801      |
| 2021年（令和3年）  | 1,017    |

## 交通
- 国道246号

## 施設
- 座間市立栗原小学校
- 座間市立栗原中学校

## その他

### 日本郵便
- 郵便番号 : 252-0014[3]（集配局 : 座間郵便局[16]）。